# Lola T97/30
Der Lola T97/30 war ein vom britischen Rennwagenhersteller Lola Cars konstruiertes Auto, mit dem das Mastercard Lola F1 Team in der Formel-1-Weltmeisterschaft 1997 antrat. Mastercard Lola wollte die gesamte Saison mit dem Auto bestreiten; es kam jedoch nur zur Meldung für ein Rennen, bevor das Team sein Formel-1-Engagement wegen finanzieller Schwierigkeiten beendete.

## Technik und Entwicklung
Der Lola T 97/30 war keine Neuentwicklung. Er basierte weitgehend auf dem 1994 konstruierten T95/30, dem er auch in den Dimensionen entsprach. Als Designer wurde Chris Murphy genannt, für die Aerodynamikarbeiten war Joanna Moss zuständig und Duncan McRobbie kümmerte sich um die Entwicklung des Getriebes. Einer Quelle zufolge übernahm Chris Murphy, der bis 1995 Ingenieur bei Pacific Racing gewesen war, einige Konstruktionsmerkmale des für 1996 vorgesehenen Pacific PR03, der wegen der Betriebseinstellung des Teams nicht mehr verwirklicht worden war.

### Chassis und Aufhängung
Der Lola T97/30 hatte ein Monocoque aus mit Kohlenstofffasern verstärktem Kunstharz, das mit Karosserieteilen aus Kunststoff verkleidet war. Die Seitenkästen waren groß und geradlinig gestaltet. Sie erinnerten an den Benetton B194, dessen Konstrukteur Julian Cooper Ende 1994 zu Lola gewechselt war. Die Aerodynamik des T97/30 war ausschließlich am Computer entwickelt worden. Ein Windkanal-Test wurde aus Zeitgründen ausgelassen. Stattdessen wurden die Ergebnisse von früheren Windkanal-Tests mit Lolas Indy-Car-Fahrzeugen herangezogen und auf die Formel 1 übertragen. Die Radaufhängung bestand aus Doppelquerlenkern. Die innenliegenden Federn und Stoßdämpfer wurden über Schubstangen und Umlenkhebel betätigt. Eine wesentliche Schwachstelle des T97/30 war die Aerodynamik: Das Auto baute weder genug mechanischen noch aerodynamischen Grip auf, sodass die Fahrer die Reifen nicht auf die passende Arbeitstemperatur bringen konnten. Außerdem hatte der Wagen auf den Geraden zu viel, in Kurven dagegen zu wenig Abtrieb.

### Antrieb

#### Ford ECA V8
Als Antrieb diente ein Achtzylindermotor von Cosworth. Anders als Tyrrell verwendete Lola kein Standard-Kundentriebwerk vom Typ ED, sondern den als Ford Zetec-R bezeichneten Cosworth ECA. Der Motor war eine Weiterentwicklung des Achtzylinders, mit dem Michael Schumacher 1994 die Fahrerweltmeisterschaft gewonnen hatte. Er war in einer hubraumreduzierten Version 1995 bei Sauber und 1996 bei Forti gelaufen und unterschied sich von dem Kunden-ED Tyrrells unter anderem durch andere Abmessungen und höherwertige Materialien. Allerdings war er mit 130 kg das schwerste Triebwerk des Starterfelds 1997 – der bei Ilmor entwickelte Zehnzylinder des McLaren-Teams war 15 kg leichter – und „nicht überaus stark“. Lediglich der bei Minardi eingesetzte Achtzylindermotor von Hart war noch schwächer.

#### Ein eigener Zehnzylindermotor
Eric Broadley bezeichnete die Wahl des Ford-Aggregats bei der Teampräsentation im Februar 1997 als Notlösung und erklärte, sein Team werde in absehbarer Zukunft einen selbst entwickelten Zehnzylindermotor einsetzen. Mit dessen Entwicklung hatte Lola Ende 1996 den britischen Motorenhersteller Al Melling beauftragt. Der Melling-Zehnzylinder sollte nach Broadleys Planung im April 1997 ersten Tests unterzogen und ab Sommer 1997 regelmäßig bei Großen Preisen eingesetzt werden. Melling entwickelte im Winter 1996/97 ein Formel-1-Triebwerk, das nach britischen Darstellungen im Februar 1997 testbereit war, nach dem Zusammenbruch des Teams im März 1997 aber nicht weiterentwickelt wurde.

## Lackierung und Sponsoring
Der Wagen wurde wegen des Sponsors Mastercard in den Farben Blau-Rot-Orange-Weiß lackiert, wobei der Heckflügel und die Airbox blau, der Frontflügel mit Nase und Kopfstütze rot, die seitlichen Kühler orange und die nach oben gerichtete Fläche weiß lackiert wurden. Das Kreditkartenunternehmen platzierte sein Logo auf der Airbox, dem äußeren Frontflügel, seitlich vor den Kühlern und auf dem Heckflügel. Das Mineralölunternehmen Pennzoil warb auf den seitlichen Kühlern des Wagens, die Fitness-Marke Men’s Health auf dem inneren Frontflügel und außen am Heckflügel. Die Logos der Sponsoren von Sospiri und Rosset wurden seitlich zwischen dem Fahrer und dem Frontflügel platziert.

## Fahrer
Als Fahrer wurden der Italiener Vincenzo Sospiri und der Brasilianer Ricardo Rosset verpflichtet. Sospiri war bislang nur Testfahrer von Benetton und hatte 1994 eine Testfahrt beim Simtek-Team, Rosset war im Vorjahr bei Footwork als Fahrer angestellt. Sospiri brachte Cosmo Gas und Rosset die Bank Safra, Lycra und Track & Field als Sponsoren zum Team. Als Ersatzfahrer wurde Andrea Montermini nominiert.

## Renngeschichte

### Testfahrten
Nach der Präsentation des T97/30 am 20. Februar 1997 führte das Team einen ersten Funktionstest auf dem Santa Pod Raceway, einer Flugplatzpiste in der mittelenglischen Gemeinde Podington, durch, einen Tag später gab es Testfahrten in Silverstone, die durch wiederholte Getriebeprobleme behindert wurden. Danach wurden die Autos und das sonstige Material unmittelbar für das erste Rennen des Jahres nach Australien verschifft.

### Renneinsatz

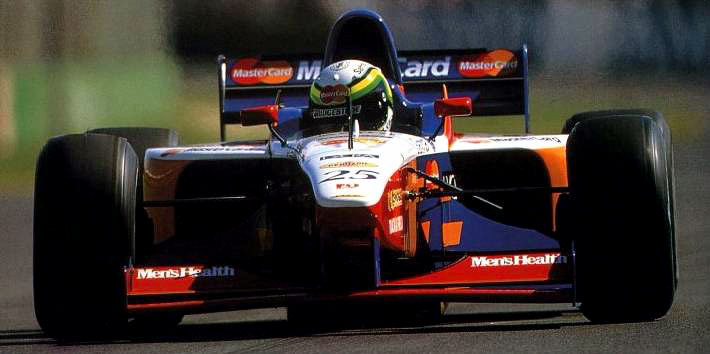
Lola T97/30 mit Ricardo Rosset am Steuer beim Großen Preis von Australien 1997

Zum ersten Rennen des Jahres, dem Großen Preis von Australien 1997, meldete Mastercard Lola zwei T97/30 für die Fahrer Ricardo Rosset und Vincenzo Sospiri.
Bei den beiden Trainingssitzungen am Freitag erreichte Rosset eine Rundenzeit von 1:41 Minuten, Sospiri war eineinhalb Sekunden langsamer. Rossets Qualifikationszeit betrug ebenfalls 1:41 Minuten, Sospiri wurde mit einer Zeit von 1:44 gestoppt. Damit waren beide Fahrer die jeweils langsamsten im Feld. Rossets Abstand auf die Pole-Zeit von Jacques Villeneuve betrug 12 Sekunden, zur Qualifikation wäre eine Rundenzeit von 1:35,6 notwendig gewesen, die Rosset um fünf Sekunden überschritt. Letzten Endes scheiterten beide Fahrer somit an der 107-Prozent-Regel.
Beobachter bemerkten, dass an dem Lola „etwas Grundsätzliches falsch“ sei. Sospiri und Rosset beklagten den Mangel an Grip und Abtrieb; das Auto sei nicht in der Lage, die Reifen hinreichend zu erwärmen. Außer in konstruktiven Fehlern wird die Ursache für das Scheitern des Teams in der knappen Zeitspanne gesehen, die zwischen dem Start des Projekts im November 1996 und dem ersten Rennen im März 1997 lag: Lola sei erst in allerletzter Minute fertig geworden und sei für die Formel 1 nur schlecht vorbereitet gewesen. Zum Vergleich wird auf das schottische Team Stewart Grand Prix verwiesen, das ebenfalls 1997 in der Formel 1 debütierte und mehr als ein Jahr der Vorbereitung aufgewendet hatte.
Nach der verpassten Qualifikation in Australien kündigte Eric Broadley an, umgehend mit der Entwicklung eines neuen Autos für die Formel 1 zu beginnen, doch daraus wurde nichts. Zwei Tage nach dem Rennen beendete Mastercard die Vereinbarung mit Lola, was zu einer Insolvenz des Rennstalls und des Mutterunternehmens Lola Cars führte.

## Weitere Verwendung der Chassis
Die beiden in Australien eingesetzten Exemplare des T97/30 wurden im Laufe des Jahres an eine kanadische Rennfahrerschule verkauft, ein drittes Exemplar wurde einige Jahre in einem Museum an der irischen Motorsportstrecke Mondello Park Circuit ausgestellt.

## Ergebnisse
| Fahrer                          | Nr.                             | 1   | 2  | 3 | 4 | 5 | 6 | 7 | 8 | 9 | 10 | 11 | 12 | 13 | 14 | 15 | 16 | 17 | Punkte | Rang |
| ------------------------------- | ------------------------------- | --- | -- | - | - | - | - | - | - | - | -- | -- | -- | -- | -- | -- | -- | -- | ------ | ---- |
| Formel-1-Weltmeisterschaft 1997 | Formel-1-Weltmeisterschaft 1997 |     |    |   |   |   |   |   |   |   |    |    |    |    |    |    |    |    | 0      | −    |
| Vincenzo Sospiri                | 24                              | DNQ | WD |   |   |   |   |   |   |   |    |    |    |    |    |    |    |    | 0      | −    |
| Ricardo Rosset                  | 25                              | DNQ | WD |   |   |   |   |   |   |   |    |    |    |    |    |    |    |    | 0      | −    |

| Legende  | Legende            | Legende                                                          |
| Farbe    | Abkürzung          | Bedeutung                                                        |
| -------- | ------------------ | ---------------------------------------------------------------- |
| Gold     | –                  | Sieg                                                             |
| Silber   | –                  | 2. Platz                                                         |
| Bronze   | –                  | 3. Platz                                                         |
| Grün     | –                  | Platzierung in den Punkten                                       |
| Blau     | –                  | Klassifiziert außerhalb der Punkteränge                          |
| Violett  | DNF                | Rennen nicht beendet (did not finish)                            |
| Violett  | NC                 | nicht klassifiziert (not classified)                             |
| Rot      | DNQ                | nicht qualifiziert (did not qualify)                             |
| Rot      | DNPQ               | in Vorqualifikation gescheitert (did not pre-qualify)            |
| Schwarz  | DSQ                | disqualifiziert (disqualified)                                   |
| Weiß     | DNS                | nicht am Start (did not start)                                   |
| Weiß     | WD                 | zurückgezogen (withdrawn)                                        |
| Hellblau | PO                 | nur am Training teilgenommen (practiced only)                    |
| Hellblau | TD                 | Freitags-Testfahrer (test driver)                                |
| ohne     | DNP                | nicht am Training teilgenommen (did not practice)                |
| ohne     | INJ                | verletzt oder krank (injured)                                    |
| ohne     | EX                 | ausgeschlossen (excluded)                                        |
| ohne     | DNA                | nicht erschienen (did not arrive)                                |
| ohne     | C                  | Rennen abgesagt (cancelled)                                      |
| ohne     | keine WM-Teilnahme |                                                                  |
| sonstige | P/fett             | Pole-Position                                                    |
| sonstige | 1/2/3/4/5/6/7/8    | Punktplatzierung im Sprint-/Qualifikationsrennen                 |
| sonstige | SR/kursiv          | Schnellste Rennrunde                                             |
| sonstige | *                  | nicht im Ziel, aufgrund der zurückgelegten Distanz aber gewertet |
| sonstige | ()                 | Streichresultate                                                 |
| sonstige | unterstrichen      | Führender in der Gesamtwertung                                   |